# Moaxaja
La moaxaja (del árabe: موشح muwaššaḥ que significa adornado con un cinturón de doble vuelta, de وِشاح, cinturón, faja, ceñidor) es una composición poética culta propia de la España musulmana. Según el arabista español Emilio García Gómez, fue inventada por el poeta andalusí Muqaddam ibn Muafá al-Cabri en el siglo IX.

## Historia y generalidades
Aunque las primeras referencias escritas a ella se remontan al siglo IX, se cree que existía desde antes. También se encuentra transcrita al castellano como muaxaha, muwasahas, muassaha, etc. Fue imitada por los poetas judeoespañoles. 
Este tipo de poema en lengua árabe es muy diferente de la qasida, el poema compuesto de versos largos monorrimos emparejados más arraigado en la cultura árabe. Existían desde temprano, en circulación, en la España musulmana unas "cancioncillas" de las que Ahmad al-Tifasi, en el siglo XIII hablaba en estos términos: "En lo antiguo, las canciones de la gente del Al-Andalus o eran por el estilo de los cristianos o eran por el estilo de los camelleros (árabes)". Según García Gómez, a finales del siglo IX un poeta árabe que nos es desconocido glosó algunas de estas canciones en un poema árabe al que llamó moaxaja, dándole una estructura estrófica. Esto supuso una novedad radical en la lírica árabe. Su novedad radica en tres aspectos: el uso de versos cortos, las rimas cambiantes en cada estrofa y la mezcla de dos lenguas. Condicionada por la jarcha, consta de una cabeza (markaz en árabe), mudanzas (dyuz), vuelta (gulf), mudanzas y vuelta con jarcha.
También existen referencias a la moaxaja procedentes del siglo XI que mencionan a un poeta conocido oriundo de Cabra (Emirato de Córdoba) en el siglo IX y comienzos del x llamado Muqaddam Ibn Muafá al-Cabri, inventor de este género poético.
Este género poético fue perfeccionándose e incluso se llegó a exportar a otras áreas del Islam. Posteriormente, sufrió la decadencia. Se dieron diversas variantes:
- moaxajas con jarcha en árabe dialectal, en árabe clásico, en hebreo o en romance. La jarcha era un grupo de versos colocados en rondón al final de la composición, posiblemente predecesora del estribillo.
- moaxajas en árabe oriental.
- el zéjel, cultivado en especial por el conocido poeta Ibn Quzman, (o Ibn Guzmán, 1078-1160). En este género las palabras o frases en romances no aparecían al final del poema, sino en medio de él. Este poeta compuso un cancionero que nos ha llegado y fue publicado en Madrid en 1933 por A. Nykl (El cancionero de Abén Guzmán).